# Karla Borger
Karla Borger (Heppenheim, 22 de novembro de 1988) é uma jogadora de vôlei de praia alemã que foi medalhista de ouro na edição da Universíada de Verão em 2011 na China e campeã do Campeonato Mundial Universitário de Vôlei de Praia de 2010 na Turquia.

## Carreira
Na edição da Universíada de Verão de 2011, em Shenzhen alcançou ao lado de Britta Büthe a medalha de ouro e também foram medalhistas de ouro no Campeonato Mundial Universitário de Vôlei de Praia de 2010 sediado em Alanya
Nos Jogos Olímpicos de Verão de 2016 ela representou  seu país ao lado de Britta Büthe, caindo nas oitavas-de-finais.